# Castel di Lucio
Castel di Lucio är en ort och kommun i storstadsregionen Messina, innan 2015 i provinsen Messina, i regionen Sicilien i sydvästra Italien. Kommunen hade 1 277 invånare (2017).